# Vaughtia
Vaughtia là một chi ốc biển, là động vật thân mềm chân bụng sống ở biển trong họ Muricidae, họ ốc gai.

## Các loài
Các loài thuộc chi Vaughtia bao gồm:
- Vaughtia babingtoni (Sowerby, 1892)[3]
- Vaughtia dunkeri (Krauss, 1848)[4]
- Vaughtia fenestrata (Gould, 1860)[5]
- Vaughtia gruveli (Dautzenberg, 1910)[6]
- Vaughtia hayesi (Lorenz, 1995)[7]
- Vaughtia jucunda (Thiele, 1925)[8]
- Vaughtia purpuroides (Reeve, 1845)[9]
- Vaughtia scrobiculata (Dunker, 1846)[10]
- Vaughtia squamata Houart, 2003[11]
- Vaughtia transkeiensis (Houart, 1987)[12]